# 大泥棒ポルタ
『大泥棒ポルタ』（おおどろぼうポルタ）は、北嶋一喜による日本の漫画作品。話数カウントは「知恵（アイデア）n」。

## あらすじ
権力者と民衆の地位がかけ離れ世界が無法地帯と化した時代に、盗みのエキスパート・ポルタとカスケが様々な財宝を盗み出す。

## 世界観
BLAG
暗黒政府と呼ばれる組織で、配布されている「黒の手配書」に記された財宝や宝石類を提出すると、記載した額の賞金や相応の情報を提供する。
楽園のカケラ
この世のどこかにある「楽園」と呼ばれる世界の場所を示す石版。カケラ一つでも60億はする。記憶を失ったポルタがその一つを握っていた。
盗賊団ヘルメス
世界最大の巨大窃盗シンジゲート。極悪非道なやり口で有名で、構成員は数万に上ると言われている。
盗賊団シュナイダー
カスケがかつて所属していた窃盗団。当時は大手の盗賊団として名を馳せていたらしいが、ボスであったシュナイダーの死後はヘルメスに吸収された。

## 登場人物

### 主要キャラクター
ポルタ
懸賞金8千万の泥棒。大好物であるペロペロキャンディやチョコレートなどの甘い菓子を携帯している。これは同時に頭の働きを高める目的も兼ねており、菓子に見立てた道具も使用している。年齢不詳、外見上は背の低い少年で、傍目にはただの生意気な子供に映る。表面上は冷酷で非情だが、本当は優しい心の持ち主である。口癖は「スマートに行こうぜ!」。過去の記憶が欠落しており、その手掛かりである「楽園のカケラ」を集めるために泥棒をしている。最終話でコードネームがポルターガイストであると判明した。
カスケ
ポルタの助手で情報収集を担当している。温和で天真爛漫な性格をしているが、「情報収集モード」に入ると周りが見えなくなり、傷つくとすぐ落ち込む。任務の影響から後に女装が趣味となる。盗賊団シュナイダーの情報担当として活動していたが、お人よしな性格から殺されることとなったところをポルタに助けられる。盗賊団ヘルメスに友人マークを置き去りにしたことを後悔している。
サクライ
祖父の彫像をG・ネコマタから取り戻すため、こっそりとポルタに勝負を挑むものの、結果はゴミ箱行きで危うく死にかけた。だが、ポルタに投げられてカスケにキャッチされ、無事救助される。彫像はポルタがサクライの寝室に置いてきた。その後はポルタの押しかけ弟子となり、しばしば足を引っ張るトラブルメーカーとなる。

### その他
G・ネコマタ
オリハルコンの鐘の持ち主で、ネコマタ源道とも呼ばれる。ずさんな警備体制のせいでポルタに鐘をスマートに盗まれる。祖父の彫像をサクライから盗んだ。
マスター
ポルタのアジトバー・アルカトラズで一人働く眼鏡の女性。アルカトラズにはポルタ特製ジュースしかオーダーがない。人間離れした身体能力の持ち主で、左手から右手が出る。
マリモダ警部
父親譲りの悪人面で幼い頃はいじめられていた。「ポルタのライバル」を自称しているが、ポルタ本人はあまり気に留めていない。
ジャック
第6話（正確には第5話）に登場した、ポルタのライバル的存在で、通称「横取り屋ジャック」と呼ばれ、その名の通り泥棒が盗んだものの横取りを得意とする。過去に何かがあったらしく右目に仮面を付けている。変装が得意で特に女装を好み、オハナとサクライに変装した。無音暗殺術（サイレントキリング）の使い手でもある。
スパイダー伯爵
本名はN・ミクモで、蜘蛛の巣城の城主である。偽の「楽園のカケラ」を使いポルタたちを罠にかけた。偽物を盗まれただけにもかかわらず城とともに自爆した。
マーク
カスケの親友で、老けた顔をしている。「レンブランドコレクション」の情報を手に入れたことで、所属していた盗賊団ヘルメスに追われ、殺されてしまう。
シュナイダー
シュナイダー盗賊団のボス。ポルタの策略でカスケに変装させられ、気付かなかった部下達に処刑される。

## 読み切り版

### 週刊少年ジャンプ
『週刊少年ジャンプ』2005年19号に掲載された。単行本には未収録である。

#### 登場人物
ポルタ
懸賞金9000万の大泥棒。小さい頃の記憶が無く、その手掛かりである『秘密の部屋の地図』（懸賞金1兆5000億）を探すために泥棒をしている。甘いものは好きだが性格は甘くない、口癖は「スマートに行こうぜ!」などは連載版と共通である。盗みのためにゴドー将軍配下の貨物列車とそっくりの列車を作り出すなど、その工作技術はかなりのものである。
カスケ
ポルタの相棒。性格・設定などはほぼ連載版と共通している。
アリナ
ポルタ達の乗っていた車のトランクに忍びこんでいた謎の少女。ゴドー将軍に奪われた『ミザリナの王冠』を取り戻して欲しいとポルタに依頼する。
ゴドー将軍
ミザリナ王国の将軍。3ヶ月前軍事クーデターを起こして王族を処刑し、絶対的な権威と誇りの象徴である『ミザリナの王冠』を手に入れて圧政を敷く。

### 赤マルジャンプ
『赤マルジャンプ』2005年WINTER号に掲載された。単行本2巻に収録されている。

#### あらすじ
時は20XX年。各国の治安は乱れ、金と力こそがものを言う無法地帯が広まりつつあった。世界には盗賊を取り締まる手配書のほかに、モノに懸賞金を賭ける「黒い手配書」なるものが存在した。ポルタとカスケはそれらを盗み懸賞を稼ぐ泥棒だった。
ある日「ミクスチャークリスタル」を盗むために獄藤の屋敷に潜り込んだふたりは、センサーにあっさり引っかかって捕まりそうになっていた少女・サクライを助ける。彼女曰く、獄藤は地元住民から金品を搾り取る悪党で、サクライの家に代々伝わるオルゴールも取り上げていったという。一度は全く取り合わずにいたポルタだったが、後に協力することになる。

#### 登場人物
ポルタ
「黒い懸賞金」を狙う泥棒。本誌読切版と設定はほぼ同じである。手配書には修正を施しているらしく男前になっている。
カスケ
ポルタの相棒。本誌読切・連載版と設定はほぼ同じである。使用するパソコンは「VAIC」。
サクライ
17歳。地元の少女で、獄藤から借りた金に法外な利子を付けられたため、家の財産とともに家宝のオルゴールも奪われる。盗みには入ったものの、あっさりセンサーに引っかかってしまった。
獄藤（ごくどう）
7年ほど前からサクライが住む土地を支配している。最初は地元住民に無利子で金を貸していたが、突然掌を返すように高利子をつけて住民から財産を搾り上げる。警察すら買収し手の付けられない悪党である。皇室宝物庫で管理されていたはずの「ミクスチャークリスタル」を持っており、ポルタ達のターゲットとなる。